# Залізне дерево

Залізне дерево в ботанічному саду Піраденія (Шрі-Ланка)

Залізне дерево (Lignum vitae) — назва ряду видів тропічних і субтропічних дерев роду Guaiacum, що входять до групи із загальною назвою «залізне дерево». Їх деревина відзначається великою твердістю, міцністю та високою густиною (до 1050 кг/м³).
Назва Lignum vitae означає латиною «дерево життя», через використання в народній медицині. Найтиповішим представником є невелике дерево гуаяк лікувальний; до групи входять і Guaiacum sanctum та інколи Bulnesia sarmientoi (аргентинське дерево життя).
Деревина використовується в машинобудуванні, для виготовлення художніх виробів, декоративної фанери.

## Розповсюдження на Близькому Сході
У реліктових широколистяних лісах Азербайджану та північної частини Ірану росте паротія перська (Parrotia persica), що також зветься залізним деревом, залізняком або темірагачем — листопадне дерево родини гамамелідових. Досягає 28 м у висоту і 50 см у діаметрі. Живе до 200 років. Один з екземплярів знаходиться в Україні у Нікітському ботанічному саду.
Назву залізне дерево має також каркас південний (Celtis australis) з родини коноплевих (Cannabaceae). Дерева досягають до 25 м заввишки і 60 см в діаметрі, дико ростуть в Південній Європі, Північній Африці та Малій Азії.